# Liste des atabegs d'Azerbaïdjan
Les atabegs d'Azerbaïdjan sont un État historique qui a gouverné l'Azerbaïdjan, l'Anatolie orientale, le nord de l'Irak, l'Iran et Cibal entre 1136 et 1225.  L'établissement de la dynastie est lié à l'origine  au turc Shams ed-Din Eldiguz. Eldiguz, qui a pris Arran au sultan Mesud comme iqta, a étendu son pouvoir sur tout l'Azerbaïdjan en peu de temps. Après avoir fait de son fils Arslanşah le dirigeant en 1160, Eldeniz a pris le pouvoir dans l'État seldjoukide irakien.  Pendant la période de Şemseddin İldeniz, les terres des ancêtres azerbaïdjanais comprenaient les terres d'Arran, d'Azerbaïdjan, de Sirvan, Cibal, Hemedan, Gilan, Mazenderan, Ispahan, Rey, Mossoul, Kirman, Pers, Huzistan, Ahlat, Erzurum et Maraga.
- Shams ed-Din Eldiguz, 1137-1175.
- Nusrat ed-Din Pahlavan Muhammed, 1175-1186.
- Muzaffar ed-Din Kizil Arslan Othmân, 1186-1191.
- Kutlugh Inany, 1191-1195.
- Nusrat ed-Din Abu Bakr, 1195-1210.
- Modhaffer ed-din Uzbek, 1210-1225.